# هوغو بروير
هوغو بروير (بالهولندية: Hugo Brouwer)‏ هو رسام هولندي، ولد في 24 أبريل 1913 في لاهاي في هولندا، وتوفي في 19 أغسطس 1986 في خرونينغن في هولندا.